# Dave Goodwin
David Goodwin, meglio conosciuto con il nome Dave (Nantwich, 15 ottobre 1954), è un ex calciatore inglese, di ruolo attaccante.

## Carriera
Goodwin si forma nello Stoke City, entrando a far parte della rosa della prima squadra dal 1973 al 1977, esordendo con i Potters il 22 dicembre 1973 nella vittoria casalinga per 2-0 contro il West Ham Utd, segnando anche una rete. 
Durante la sua permanenza nello Stoke City ha una esperienza in prestito in America per giocare nella North American Soccer League 1973 in forza agli statunitensi del Miami Toros, con cui chiude il torneo al terzo ed ultimo posto al terzo posto nella Eastern Division. Nel 1977 è invece prestato al Workington, in quarta divisione.
Nella stagione 1977-1978 viene ingaggiato dal Mansfield Town, con cui retrocede in terza serie. Con il Mansfield Town retrocederà ancora, questa volta in quarta serie, al termine della Third Division 1979-1980.
Successivamente trova ingaggio in Fourth Division al Bury, Rochdale e Crewe Alexandra.
Chiuderà la carriera agonistica al Macclesfield Town.